# Montserrat Tura i Camafreita
Montserrat Tura i Camafreita (Mollet del Vallès, 6 de novembre de 1954) és una política i assagista catalana. Ha format part del Partit dels Socialistes de Catalunya i del Moviment d'Esquerres (MES). Ha estat consellera de Justícia de la Generalitat de Catalunya (2006-2010), consellera d'Interior (2003-2006), alcaldessa de Mollet del Vallès (1987-2003) i diputada al Parlament de Catalunya en la V, VI, VII, VIII i IX legislatures. El 2017 va guanyar el Premi Carles Rahola d'assaig.

## Biografia

### Inicis
Nascuda en una família pagesa procedent de Sant Feliu de Codines i establerta el segle xix a Mollet del Vallès, única nena de quatre germans, neta de Feliu Tura i Valldeoriola, que fou alcalde de Mollet durant els anys 1930 amb el Centre Catalanista Republicà (1931) i amb ERC (1936), i besneta de Joan Tura i Pedragosa, qui fou militant del partit conservador la Lliga Regionalista i alcalde de Mollet de 1914 a 1915. També té parentiu amb l'ex-ministre Jordi Solé i Tura, cosí germà del seu pare. En la seva joventut Montserrat Tura va militar en organitzacions clandestines d'oposició al règim franquista com Organització d'Esquerra Comunista i Plataformes Anticapitalistes, i l'any 1979 es feu membre del PSC. Llicenciada en medicina i cirurgia per la Universitat de Barcelona. Va ser metgessa de l'Hospital Clínic de Barcelona, directora de l'Hospital Comarcal de Palamós l'any 1982, on s'especialitzà en gestió sanitària, i membre dels col·legis de metges de Barcelona i de Girona. Té dues filles.

### Alcaldessa de Mollet i diputada
Va ser alcaldessa de Mollet del Vallès des de 1987 fins al 21 de desembre de 2003. Durant el seu govern a l'Ajuntament, l'atur a Mollet va disminuir en un 70%, en part gràcies a l'arribada al municipi d'empreses del sector químic i farmacèutic, com ara la multinacional Merck.
Durant els seus primers 8 anys a l'alcaldia, es van desenvolupar diversos equipaments públics, com ara la biblioteca de Can Mulà o la pista d'atletisme de la Pedra Salvadora, així com diverses obres urbanístiques, entre les quals destaquen la variant de la N-152 o la plaça Mercè Rodoreda.

#### Resultats electorals
Montserrat Tura sempre va encapçalar les llistes del PSC a l'Alcaldia de Mollet del Vallès, resultant guanyadora en totes les eleccions municipals des de 1987 fins al 2003. L'any 1987 la candidatura del PSC va ser l'opció més votada, amb 6.296 vots. L'any 1991, va obtenir 6.813 vots; les següents eleccions, el 1995, 7.523 vots i, el 1999, 9.808. A les darreres eleccions municipals que es va presentar, Tura va tornar a guanyar l'alcaldia amb 9.505 vots. Entre 1987 i el 2003, Tura va aconseguir incrementar el nombre de votants socialistes en un 51%.
Malgrat haver defensat la protecció d'algunes zones verdes, va patir enfrontaments amb alguns col·lectius, com ara el grup ecologista local Cànem o l'oposició d'esquerres vinculada a EUiA. En les eleccions municipals de 2003 encapçalà la candidatura del PSC per Mollet. Va perdre la majoria absoluta i tornà a sortir escollida com a alcaldessa formant govern amb CiU.

### Diputada al Parlament de Catalunya
Fou diputada al Parlament de Catalunya des del 1995 fins al gener de 2004. Durant la VI legislatura (1999-2003) fou portaveu adjunta del grup parlamentari Socialistes-Ciutadans pel Canvi, i formà part de la seva direcció, a més de portar els temes de Medi Ambient en el govern a l'ombra de Pasqual Maragall. També va tenir un paper destacat en la campanya contra els peatges de la A-17.

### Consellera d'Interior (2003-2006)
Amb la constitució del primer govern tripartit encapçalat per Pasqual Maragall, el 22 de desembre de 2003 prengué possessió com a nova consellera d'Interior en substitució de la democratacristiana Núria de Gispert, que havia estat consellera de Justícia i Interior des del 5 de novembre de 2002.
El 29 de desembre de 2003 comunicà la renúncia al seu escó al Parlament de Catalunya en el marc d'una decisió conjunta de la majoria de consellers i alts càrrecs de la Generalitat del PSC per renovar el grup parlamentari. Com a consellera d'Interior va continuar el desplegament dels mossos d'esquadra per Catalunya, destacant l'arribada a Barcelona l'1 de novembre del 2005.

### Consellera de Justícia (2006-2010)
El 2006, amb José Montilla com a President de la Generalitat, Montserrat Tura va prendre possessió del càrrec de consellera de Justícia, i va passar el relleu en la consellera d'Interior a Joan Saura (ICV-EUiA).

### A la Mesa del Parlament (2010-2012)
Amb la constitució del Ple del Parlament de la IX legislatura, el 16 de desembre de 2010, fou escollida secretaria segona del Parlament de Catalunya. Abandonà el càrrec el 2 d'octubre de 2012, al final de la legislatura.

### Candidatura a cap de llista del PSC a l'alcaldia de Barcelona (2011)
El 12 de gener del 2011 va presentar la seva candidatura per ser elegida com a cap de llista per Barcelona pel PSC a les eleccions municipals, disputant aquesta posició a Jordi Hereu, alcalde de la ciutat. Després d'unes eleccions primàries entre militants i simpatitzants socialistes, la candidatura de Montserrat Tura va perdre, obtenint 1669 vots davant els 2484 obtinguts per Jordi Hereu.
Forma part del corrent del PSC Moviment Catalunya.

### Moviment Catalunya i Moviment d'Esquerres
Després d'abandonar el PSC, el 30 de novembre fundà amb altres exmilitants, el partit Moviment d'Esquerres (MES).

## Activitat com a assagista
Tura va guanyar el Premi Carles Rahola d'assaig el 2017 per l'obra República pagesa, que parteix de la història del seu avi, Feliu Tura Valldeoriola, dirigent del moviment rabassaire del tombant de segle xx. A més, ha escrit articles diversos, alguns dels quals a la revista Vallesos i per a diari Nació Digital.